# Thrimshing
Thrimshing är en gewog i Bhutan.   Den ligger i distriktet Trashigang, i den östra delen av landet, 200 kilometer öster om huvudstaden Thimphu.
I omgivningarna runt Thrimshing växer i huvudsak blandskog. Runt Thrimshing är det ganska tätbefolkat, med 70 invånare per kvadratkilometer.